# Placówka Straży Granicznej I linii „Krywałd”
Placówka Straży Granicznej I linii „Krywałd” – jednostka organizacyjna Straży Granicznej pełniąca służbę ochronną na granicy polsko-niemieckiej w okresie międzywojennym.

## Geneza
Na wniosek Ministerstwa Skarbu, uchwałą z 10 marca 1920 roku, powołano do życia Straż Celną. Od połowy 1921 roku jednostki Straży Celnej rozpoczęły przejmowanie odcinków granicy od pododdziałów Batalionów Celnych. Proces tworzenia Straży Celnej trwał do końca 1922 roku.
Początek działalności Straży Celnej na Śląsku datuje się na dzień 15 czerwca 1922 roku. W tym dniu polscy strażnicy celni w zielonych mundurach i rogatywkach wkroczyli na ziemie przyznane Polsce. W nocy z 16 na 19 czerwca 1922 roku Straż Celna przejęła ochronę granicy polsko-niemieckiej na Śląsku. W ramach Inspektoratu Straży Celnej „Rybnik” zorganizowany został komisariat Straży Celnej „Knurów”. Placówka Straży Celnej „Krywałd” weszła w jego skład z Inspektoratu SC „Rybnik”. W 1928 roku placówka znajdowała się w strukturze komisariatu „Kalety”, a kierownikiem placówki był przodownik Klucznik.

## Formowanie i zmiany organizacyjne
Rozporządzeniem Prezydenta Rzeczypospolitej Polskiej Ignacego Mościckiego z 22 marca 1928 roku, do ochrony północnej, zachodniej i południowej granicy państwa, a w szczególności do ich ochrony celnej, powoływano z dniem 2 kwietnia 1928 roku Straż Graniczną.
Rozkazem nr 4 z 30 kwietnia 1928 roku w sprawie organizacji Śląskiego Inspektoratu Okręgowego dowódca Straży Granicznej gen. bryg. Stefan Pasławski określił strukturę organizacyjną komisariatu SG „Rybnik”. Placówka Straży Granicznej I linii „Krywałd” znalazła się w jego strukturze.
Rozkazem nr 10 z 5 listopada 1929 roku w sprawie reorganizacji Śląskiego Inspektoratu Okręgowego komendant Straży Granicznej płk Jan Jur-Gorzechowski powołał komisariat Straży Granicznej „Knurów”. Placówka weszła w jego skład.
Rozkazem nr 2 z 30 listopada 1937 roku w sprawach […] przeniesienia siedzib i likwidacji jednostek, komendant Straży Granicznej płk Jan Gorzechowski przeniósł siedzibę komisariatu „Knurów” do m. Orzesze. Placówka pozostała w jego składzie.

## Służba graniczna
Sąsiednie placówki:
- placówka Straży Granicznej I linii „Knurów” ⇔ placówka Straży Granicznej I linii „Wilcza” – 1928[9]

## Kierownicy/dowódcy placówki
| stopień          | imię i nazwisko       | okres pełnienia służby  | kolejne stanowisko                |
| ---------------- | --------------------- | ----------------------- | --------------------------------- |
| przodownik       | Edward Kiełbus        | 8 VII 1928 – 14 VI 1930 | kierownik placówki „Szczygłowice” |
| przodownik       | Franciszek Nowakowski | 14 VI 1930 – 3 X 1931   |                                   |
| starszy strażnik | Józef Ciepły          | 10 XI 1931 – 12 XI 1935 | zastępca kierownika               |
| starszy strażnik | Franciszek Brzeźniak  | 12 XI 1935 –            |                                   |